# George Sackville (4e duc de Dorset)
George John Frederick Sackville, 4e duc de Dorset (15 novembre 1793 - 14 février 1815), appelé comte de Middlesex jusqu'en 1799, est un noble britannique.

## Biographie
Fils unique de John Sackville (3e duc de Dorset) et de sa femme Arabella, il fait ses études à Harrow et Christ Church, Oxford, où il obtient une maîtrise le 30 juin 1813.
Il est nommé haut commissaire de Stratford-upon-Avon et capitaine de la milice locale le 27 avril 1813. Le 26 juillet 1813, il est nommé lieutenant-colonel commandant du bataillon de milice Sevenoaks et Bromley. Cependant, il meurt en février 1815 d'une chute d'un cheval alors qu'il chasse à Killiney Hill, dans le comté de Dublin. Il n'a pas d'enfants, alors son cousin Charles Sackville-Germain (5e duc de Dorset) lui succède comme duc. Le domaine de Knole House est transmis à sa sœur Elizabeth Sackville-West, la comtesse De La Warr.